# Leptosphaeria polylepidis
Leptosphaeria polylepidis är en svampart som beskrevs av Macía, M.E. Palm & M.P. Martín 2005. Leptosphaeria polylepidis ingår i släktet Leptosphaeria och familjen Leptosphaeriaceae.   Inga underarter finns listade i Catalogue of Life.